# Campionati europei di atletica leggera 2010 - Marcia 50 km

## Podio
| #       | Atleta         | Nazionalità | Tempo     |
| ------- | -------------- | ----------- | --------- |
| Oro     | Yohann Diniz   | Francia     | 3h 40'37" |
| Argento | Grzegorz Sudol | Polonia     | 3h 42'24" |
| Bronzo  | Sergey Bakulin | Russia      | 3h 43'26" |

## Programma
| Data           | Ora   | Turno  |
| -------------- | ----- | ------ |
| 30 luglio 2010 | 07:35 | Finale |

## Record
Prima di questa competizione, il record del mondo (RM), il record europeo (EU) ed il record dei campionati (RC) sono i seguenti:
| Record                | Prestazione | Atleta                      | Data                                      | Competizione                                |
| --------------------- | ----------- | --------------------------- | ----------------------------------------- | ------------------------------------------- |
| Record mondiale       | 3h34'14"    | Denis Nizhegorodov Russia   | 11 maggio 2008 Čeboksary, Russia          |                                             |
| Record europeo        | 3h34'14"    | Denis Nizhegorodov Russia   | 11 maggio 2008 Čeboksary, Russia          |                                             |
| Record dei campionati | 3h36'39"    | Robert Korzeniowski Polonia | 8 agosto 2002 Monaco di Baviera, Germania | Campionati europei di atletica leggera 2002 |

## Risultati

### Finale
Martedì 30 luglio, ore 7:35 CEST.
| #       | Atleta             | Paese      | Tempo     | Note                                     |
| ------- | ------------------ | ---------- | --------- | ---------------------------------------- |
| Oro     | Yohann Diniz       | Francia    | 3h 40'37" |                                          |
| Argento | Grzegorz Sudol     | Polonia    | 3h 42'24" |                                          |
| Bronzo  | Sergey Bakulin     | Russia     | 3h 43'26" | Miglior prestazione personale stagionale |
| 4       | Robert Heffernan   | Irlanda    | 3h 45'30" | Record nazionale                         |
| 5       | Jesús Ángel García | Spagna     | 3h 47'56" | Miglior prestazione personale stagionale |
| 6       | Marco De Luca      | Italia     | 3h 48'36" | Miglior prestazione personale stagionale |
| 7       | André Höhne        | Germania   | 3h 49'29" |                                          |
| 8       | Lukasz Nowak       | Polonia    | 3h 51'31" |                                          |
| 9       | Tadas Šuškevičius  | Lituania   | 3h 52'31" | Miglior prestazione personale            |
| 10      | Yuriy Andronov     | Russia     | 3h 54'22" | Miglior prestazione personale stagionale |
| 11      | Colin Griffin      | Irlanda    | 3h 57'58" | Miglior prestazione personale stagionale |
| 12      | Andreas Gustafsson | Svezia     | 3h 58'02" |                                          |
| 13      | Dušan Majdán       | Slovacchia | 4h 00'51" | Miglior prestazione personale            |
| 14      | Augusto Cardoso    | Portogallo | 4h 03'40" |                                          |
| 15      | Predrag Filipović  | Serbia     | 4h 06'29" |                                          |
| –       | Donatas Škarnulis  | Lituania   |           | SQ                                       |
| –       | Sergey Kirdyapkin  | Russia     |           | NF                                       |
| –       | Trond Nymark       | Norvegia   |           | NF                                       |
| –       | Andriy Kovenko     | Ucraina    |           | NF                                       |
| –       | Alex Schwazer      | Italia     |           | NF                                       |
| –       | Serhiy Budza       | Ucraina    |           | NF                                       |
| –       | Artur Brzozowski   | Polonia    |           | NF                                       |
| –       | Christopher Linke  | Germania   |           | NF                                       |
| –       | António Pereira    | Portogallo |           | NF                                       |
| –       | Jarkko Kinnunen    | Finlandia  |           | NF                                       |
| –       | Miloš Bátovský     | Slovacchia |           | NF                                       |
| –       | Mikel Odriozola    | Spagna     |           | NF                                       |

Legenda: SQ = squalificato; NF = ritirato.